# Enganyapastors de Sykes
L'enganyapastors de Sykes (Caprimulgus mahrattensis) és una espècie d'ocell de la família dels caprimúlgids (Caprimulgidae) que habita zones àrides pedregoses i conreus del sud-est de l'Iran, sud de l'Afganistan i Pakistan.